# کفشک خلیج کالیفرنیا
کفشک خلیج کالیفرنیا (نام علمی: Hypsopsetta macrocephala) نام یک گونه از تیره کفشک‌ماهیان راست‌روی است.